# Leoluca Bagarella
Leoluca Biagio Bagarella (Corleone, 3 febbraio 1942) è un mafioso italiano, legato a Cosa nostra, affiliato al clan dei Corleonesi.
Soprannominato Don Luchino nel contesto mafioso, è stato autore di centinaia di omicidi dagli anni Settanta agli anni Novanta, oltre che diretto responsabile di alcuni tra i più gravi fatti di sangue di Cosa nostra, tra cui la strage di Capaci e il sequestro e l'uccisione del piccolo Giuseppe Di Matteo. Ha avuto condanne per omicidio multiplo, traffico di droga, ricettazione, strage ed è stato condannato all'ergastolo in regime carcerario di 41-bis. È attualmente rinchiuso nel carcere di Bancali a Sassari, dove sta scontando 13 ergastoli.

## Biografia

### Gli inizi dell'attività mafiosa
Quarto figlio del mafioso Salvatore Bagarella, fratello di Antonietta Bagarella, entrò a far parte della cosca di Corleone dopo che suo fratello maggiore Calogero era diventato uno dei fedelissimi del boss Luciano Liggio e dei suoi luogotenenti Totò Riina e Bernardo Provenzano. Il fratello Calogero venne ucciso dal boss Michele Cavataio nella strage di viale Lazio nel 1969 e Leoluca si diede alla latitanza. Nel 1972 anche l'altro fratello Giuseppe viene ucciso in carcere; nel 1974 sua sorella sposò in segreto Totò Riina, seguendolo nella latitanza.
Il 20 agosto 1977 commette il suo primo omicidio "eccellente", uccidendo il colonnello dei carabinieri Giuseppe Russo con la complicità di Giovanni Brusca; nel 1978 partecipa all'omicidio del boss di Caltanissetta Giuseppe Di Cristina, che prima di morire riesce a ferirlo. Nel gennaio 1979 uccide, in Viale Campania, con 6 pallottole il giornalista Mario Francese, che investigava sugli affari dei Corleonesi, e in particolare, sulla costruzione della diga di Garcia.
Il 21 luglio 1979 Bagarella uccise all’interno del Bar Lux di via Francesco Paolo Di Blasi a Palermo il vice questore Boris Giuliano, capo della Squadra mobile, che stava indagando su di lui dopo essere riuscito a scoprire il suo nascondiglio, un appartamento in via Pecori Giraldi, da dove però Bagarella era riuscito a fuggire in tempo: all'interno dell'appartamento gli uomini del vice questore Giuliano scoprirono armi, quattro chili di eroina e documenti falsi con fotografie che ritraevano Bagarella e i suoi amici mafiosi. Il 10 settembre 1979, due mesi dopo l'omicidio del commissario Giuliano, Bagarella venne arrestato a Palermo ad un posto di blocco dei Carabinieri, a cui aveva esibito documenti falsi.

### Il ruolo nella guerra allo Stato
Dopo un fallito tentativo di fuga dal carcere dell'Ucciardone nel 1980, fu raggiunto nel 1984 da un mandato di cattura del giudice Giovanni Falcone a seguito delle accuse di Tommaso Buscetta e Totuccio Contorno, venendo condannato a sei anni di carcere per associazione mafiosa al Maxiprocesso di Palermo, pena ridotta a quattro in appello. Dopo essere stato scarcerato nel 1990, l'anno successivo fece notizia il suo faraonico matrimonio con Vincenzina Marchese (sorella del killer Giuseppe, futuro collaboratore di giustizia) festeggiato a Villa Igiea, sontuoso albergo in stile Liberty.
Dal 1992 si rese di nuovo latitante e ricominciò a compiere delitti nel contesto della guerra scatenata da Riina contro lo Stato italiano: fu uno degli esecutori materiali dell'omicidio dell'esattore Ignazio Salvo, nonché di quelli del boss di Alcamo Vincenzo Milazzo e della sua compagna Antonella Bonomo (strangolata mentre era incinta di tre mesi). Il 14 settembre dello stesso anno insieme a Matteo Messina Denaro e Giuseppe Graviano tentò di assassinare il commissario di polizia Rino Germanà ma il suo kalashnikov si inceppa e l'attentato fallisce, anche grazie alla prontezza di riflessi del commissario che riesce a sfuggire ai killer. Insieme a Giovanni Brusca, Domenico Ganci, Salvatore Cancemi, Calogero Ganci, Gioacchino La Barbera e Antonino Gioè, fu tra i partecipanti all'esecuzione della strage di Capaci (23 maggio 1992), in cui persero la vita il giudice Giovanni Falcone, la moglie Francesca Morvillo e gli agenti di scorta Antonio Montinaro, Vito Schifani e Rocco Dicillo.
Dopo l'arresto del cognato Riina il 15 gennaio 1993, prese il comando della "fazione stragista" di Cosa Nostra, composta da Giovanni Brusca, Matteo Messina Denaro e dai fratelli Filippo e Giuseppe Graviano, che era favorevole alla continuazione della lotta contro lo Stato iniziata da Riina. A questo gruppo si frapponevano elementi più moderati quali Nino Giuffrè, Pietro Aglieri, Benedetto Spera, Raffaele Ganci, Salvatore Cancemi e Michelangelo La Barbera, tutti guidati da Bernardo Provenzano e contrari alla strategia degli attentati dinamitardi. Alla fine prevalse la linea di Bagarella, che mise in minoranza Provenzano, con l'accordo che gli attentati avvenissero esclusivamente fuori dalla Sicilia. Da questa intesa scaturirono gli attentati di Milano, Roma e Firenze, che provocarono una decina di morti e un centinaio di feriti, nonché ingenti danni al patrimonio artistico italiano.
Nel novembre 1993, insieme a Giovanni Brusca, Giuseppe Graviano e Matteo Messina Denaro, ordinò il rapimento del piccolo Giuseppe Di Matteo, tenuto prigioniero per 779 giorni, poi strangolato e sciolto nell'acido, per costringere il padre Santino a ritrattare le sue confessioni. Nel 1995, fu il mandante di altri omicidi, come quello di Domenico Buscetta (ucciso solo perché nipote del collaboratore di giustizia Tommaso Buscetta), quelli di Giuseppe Giammona, della sorella Giovanna e del marito Francesco Saporito (uccisi a Corleone perché sospettati di essere affiliati ad una cosca rivale) e del dottor Antonio Di Caro, capo-mandamento di Canicattì (AG) strangolato e sciolto nell'acido da Vincenzo Chiodo e Giovanni Riina (figlio di Totò e nipote di Bagarella) perché sospettato di avere fatto una soffiata alla polizia.
Sempre nel 1995 intervenne personalmente nella faida di Villabate in appoggio alla famiglia Montalto, che si contrapponeva ai Di Peri, appoggiati invece da Provenzano ed Aglieri. Si servì perciò del "gruppo di fuoco" di Brancaccio guidato da Antonino Mangano e Gaspare Spatuzza come braccio armato per altri spietati omicidi, che avvenivano solitamente con il rapimento della vittima, la quale veniva torturata per farla parlare e poi strangolata e sciolta nell'acido o fatta ritrovare incaprettata, come avvenne nel caso del fioraio Gaetano Buscemi del giovane Marcello Grado (figlio del boss Gaetano, rivale storico dei Corleonesi) e dei suoi amici Luigi Vullo e Giammatteo Sole.

### Il suicidio della moglie Vincenzina
La moglie di Bagarella, Vincenzina Marchese, che condivideva la latitanza con il marito, entrò in depressione dopo aver subito due aborti spontanei e per la vergogna di essere sorella di Pino Marchese, "il primo ‘corleonese’ pentito, il collaboratore di giustizia più odiato dalla famiglia Riina". In particolare, la donna rimase “profondamente turbata, come gran parte del popolo di Cosa nostra, dalla storia del piccolo Giuseppe Di Matteo” (rapito e poi strangolato e sciolto nell'acido), al punto da convincersi “che non avere figli [fosse] una sorta di castigo di Dio, una punizione per il rapimento di quel ragazzino innocente eseguito dagli uomini di suo marito. Stando alla testimonianza di Alfonso Sabella, prima di suicidarsi, Vincenzina avrebbe interrogato suo marito riguardo alle sorti del bambino, il quale a quel tempo era ancora vivo; tuttavia, nonostante il boss le avesse detto la verità, la donna si diede la morte per disperazione, impiccandosi con una corda nella cucina del loro appartamento di Palermo. Secondo Tony Calvaruso, ex autista di Bagarella diventato in carcere collaboratore di giustizia, dopo la morte fu seppellita in gran segreto dal marito su una collina di Altarello, vicino a Palermo. Il suo corpo non è mai stato ritrovato.

### Arresto e carcere
Fu arrestato dalla DIA il 24 giugno 1995 in Viale della regione Siciliana. Gli inquirenti lo individuarono grazie ad un suggerimento del collaboratore di giustizia Tullio Cannella, il quale gli consigliò di seguire un suo "autista", Antonio Calvaruso (detto Tony), titolare di un negozio di abbigliamento, che verrà pure lui arrestato e diverrà collaboratore di giustizia. Da allora è sottoposto al regime del 41bis.
Nel 2002, durante un'udienza del processo "Arca" a Trapani alla quale Bagarella partecipò tramite videoconferenza, lesse un comunicato di protesta verso il sistema del carcere duro, indirizzato al mondo politico, che suscitò scalpore perché ritenuto da molti un messaggio intimidatorio per le promesse non mantenute.
Il 24 aprile 2005 nel carcere di Spoleto gettò dell'olio bollente addosso a un altro detenuto (un boss della 'Ndrangheta), minacciandolo di morte, mentre il 28 settembre 2006, sempre in tale carcere, aggredì un agente della polizia penitenziaria. A seguito di questi episodi di violenza, venne trasferito nel carcere di Parma.
Nel 2021 fece notizia un'altra sua aggressione a un agente della polizia penitenziaria, agente che lo stava scortando nel corridoio del carcere di Sassari.

### Condanne
- Nel 1995, nel processo per l'omicidio del tenente colonnello Giuseppe Russo, Bagarella venne condannato all’ergastolo in contumacia insieme con Salvatore Riina, Michele Greco e Bernardo Provenzano.[37]
- Nello stesso 1995, Bagarella è nuovamente ergastolano in contumacia nel processo per l'omicidio del capo della mobile Boris Giuliano insieme ai boss Salvatore Riina, Bernardo Provenzano, Giuseppe Calò, Bernardo Brusca, Francesco Madonia, Nenè Geraci e Francesco Spadaro e nel 1997 la Corte di cassazione confermò la condanna mentre Bagarella era già detenuto.[38]
- Nel 1996, Bagarella viene condannato all'ergastolo per l'uccisione dell'esattore Ignazio Salvo insieme ai boss Giovanni Brusca e Giovanni Scaduto.[39]
- Nel 2000, conferma anche a Bagarella e l'intera cupola di Cosa Nostra l'ergastolo per la Strage di Capaci.[40]
- Nello stesso 2000 subì altro ergastolo insieme con Giuseppe Graviano, Bernardo Provenzano e Salvatore Riina per gli attentati dinamitardi del 1993 a Firenze, Milano e Roma.[41]
- Sempre nel 2000, la Corte d'Assise di Reggio Calabria condannò Bagarella all'altro ergastolo insieme ai boss Giuseppe Farinella e Giuseppe Madonia per il duplice omicidio del giudice Cesare Terranova e il scorta Lenin Mancuso.[42]
- Nel 2001, è condannato a 30 anni con Totò Riina, Bernardo Provenzano, Michele Greco e Francesco Madonia, per l'omicidio del giornalista Mario Francese, di cui fu l'esecutore materiale[43]. Ma poi ricevette l'ergastolo nel 2002 insieme al boss Francesco Madonia.[44]
- Nello stesso 2001, Bagarella fu condannato all'ergastolo per l'omicidio del vicebrigadiere Antonino Burrafato.[45]
- Sempre nel 2001 Bagarella viene condannato all'ergastolo insieme al nipote Giovanni Riina e i fratelli Michele e Vito Vitale per gli omicidi dei fratelli Giuseppe Giammona, Giovanna Giammona, suo marito Francesco Saporito e il boss agrigentino Antonio Di Caro, commessi tra gennaio e giugno 1995.
- Nel 2002 viene condannato all'ergastolo per l'omicidio di Giuseppe Di Matteo, figlio del pentito Santino Di Matteo, che venne strangolato e sciolto nell'acido.[1]
- Nel 2003, al termine del processo denominato "Arca" che trattava oltre cento omicidi avvenuti nell'ambito della faida mafiosa di Alcamo, Bagarella venne condannato all'ergastolo insieme ad Andrea Mangiaracina, Totò Riina e Salvatore Madonia.[46]
- Nel 2008, Bagarella è condannato all'ergastolo per l'omicidio di Salvatore Caravà.[47][48]
- Nel 2009, una sentenza della prima sezione della Corte d'Assise d'Appello di Palermo ha condannato all'ergastolo per l'assassinio di Ignazio Di Giovanni (ucciso per essersi rifiutato di cedere alcuni sub-appalti) i capimafia Leoluca Bagarella e Giuseppe Agrigento (boss del paese in cui l'omicidio fu fatto), grazie alle dichiarazioni di Giovanni Brusca.[48]
- Nello stesso 2009 subisce l'ergastolo, questa volta per il duplice omicidio avvenuto nel 1977 di Simone Lo Manto e Raimondo Mulè, uccisi per futili motivi.[49]

#### Processo per la "Trattativa Stato-mafia" (prescritto)
Il 24 luglio 2012 la Procura di Palermo, sotto Antonio Ingroia e in riferimento all'indagine sulla trattativa Stato-mafia, ha chiesto il rinvio a giudizio di Bagarella e altri 11 indagati accusati di "concorso esterno in associazione mafiosa" e "violenza o minaccia a corpo politico dello Stato". Gli altri imputati sono i politici Calogero Mannino, Marcello Dell'Utri, gli ufficiali Antonio Subranni, Mario Mori e Giuseppe De Donno, i boss Giovanni Brusca, Totò Riina, Antonino Cinà e Bernardo Provenzano, il collaboratore di giustizia Massimo Ciancimino (anche "calunnia") e l'ex ministro Nicola Mancino ("falsa testimonianza"). Il 20 aprile 2018, dopo 5 anni di processo, viene condannato a 28 anni di carcere. Il 23 settembre 2021 la Corte d'assise d'appello di Palermo, riqualificando il reato in tentata minaccia a Corpo politico dello Stato, dichiara le accuse parzialmente prescritte riducendogli la pena a 27 anni. Nel 2023 il reato per Bagarella è dichiarato prescritto dalla Cassazione.

## Nella cultura di massa
- Nel film per la TV L'ultimo dei Corleonesi, il personaggio Leoluca Bagarella è interpretato dall'attore Gaspare Balsamo.
- Nella fiction L'attentatuni - Il grande attentato, andata in onda su Rai 2 nel 2001, il personaggio di Leoluchino Barone, interpretato da Luigi Maria Burruano, è ispirato a Leoluca Bagarella.
- Leoluca Bagarella è un personaggio del film La mafia uccide solo d'estate, ed è interpretato da Domenico Centamore.
- Bagarella compare anche nella miniserie televisiva Il capo dei capi, interpretato da Francesco Scianna.
- La serie TV Il cacciatore ha tra i personaggi principali Leoluca Bagarella, interpretato dall'attore David Coco. Nella serie TV vengono illustrate alcune sfaccettature della vita di Bagarella rivelate dal pentito Tony Calvaruso (nel film interpretato da Paolo Briguglia). Infatti, viene ben illustrata la sua ammirazione per la cantante Ivana Spagna e il rapporto controverso con la moglie Vincenzina Marchese, morta suicida nel marzo 1995.